# Dieter Stievermann
Dieter Stievermann (* 12. Februar 1948 in Gelsenkirchen; † 10. Juni 2024 in Tübingen) war ein deutscher Historiker.

## Leben und Werk
Stievermann wurde nach einem Studium der Geschichte 1975 an der Universität Münster promoviert und habilitierte sich 1986/87 an der Universität Tübingen. Er lehrte von 1974 bis 1992 zunächst als Assistent, dann als Professor in Tübingen und anschließend an der Universität Erfurt. An der Universität Erfurt hatte er die Professur für Neuere Geschichte mit einem Schwerpunkt auf den preußischen Staat und dessen Kultur bis zu seinem Ruhestand 2011 inne.
Seine Forschungsgebiete waren die Landes- und Stadtgeschichte in der Frühen Neuzeit. Seit 1982 war Stievermann korrespondierendes Mitglied der Historischen Kommission für Westfalen.

## Schriften (Auswahl)
- Geschichte der Stadt Neuenrade vom 17. bis ins 19. Jahrhundert, verbunden mit einem Häuserbuch. Der Märker, Altena 1973.
- Städtewesen in Südwestfalen. Die Städte des Märkischen Sauerlandes im späten Mittelalter und in der frühen Neuzeit. Klett-Cotta, Stuttgart 1978.
- (Hrsg. mit Volker Press): Luther – Probleme seiner Zeit. Klett-Cotta, Stuttgart 1986.
- Landesherrschaft und Klosterwesen im spätmittelalterlichen Württemberg. Thorbecke, Sigmaringen 1989.
- Neuenrade. Die Geschichte einer sauerländischen Stadt von den Anfängen bis zur Gegenwart. Stadt Neuenrade, Neuenrade 1990.
- (Hrsg. mit Volker Press und Kurt Diemer): Geschichte der Stadt Biberach. Theiss, Stuttgart 1991.
- (Bearb.): Alternativen zur Reichsverfassung in der frühen Neuzeit? Hrsg. von Volker Press. Nach dem Tod des Hrsg. bearb. Oldenbourg, München 1995.